# De Invasie van België
De Invasie van België is een Nederlands televisieprogramma van omroep PowNed uit 2022. Het werd uitgezonden op NPO 3. 

## Format
In opdracht van ‘De Kolonel’, wiens echte identiteit niet bekend wordt, vallen tien Bekende Nederlanders België binnen met het doel de Nederlandse vlag te hijsen en het land te claimen. Door middel van verschillende opdrachten, waarbij zij vaak hulp nodig hebben van de Belgische bevolking, kunnen zij vlagdelen bemachtigen voor de finaledag. Een groep Fixers, bestaande uit studenten en Bekende Vlamingen, probeert hun landgenoten er echter toe aan te zetten om te verraden waar de Bekende Nederlanders zich bevinden en het zo makkelijker te maken om hen al voor de finaledag op te pakken en het land uit te zetten.

## Seizoen 1
De Bekende Vlamingen die dit seizoen tot de Fixers behoorden zijn: Peter van de Veire, Kat Kerkhofs, Sieg De Doncker, Slongs, William Boeva en Ian Thomas.
Zes deelnemers werden reeds opgepakt vóór de finaledag, waarop het Tim Senders, Jasper Demollin, Géza Weisz en rapper Dio uiteindelijk lukte om op de juiste plaats en tijd (Geraardsbergen) twee Nederlandse vlaggen te hijsen. Daarna moesten zij nog België uit zien te komen. Daarvoor had De Kolonel een helikopter klaarstaan. Om die te bereiken moesten de deelnemers echter wel de muur van Geraardsbergen oplopen, waarin zij slaagden. Door alle verwarring over en weer kwamen de bekende Vlamingen deze dag steeds te laat. 

### Afleveringen
| Aflevering | Uitzenddatum     | Uitzendtijd | Kijkcijfers (gem.) |
| ---------- | ---------------- | ----------- | ------------------ |
| 1          | 21 november 2022 | 20:25       |                    |
| 2          | 28 november 2022 | 20:25       |                    |
| 3          | 5 december 2022  | 21:35       | 186.000            |
| 4          | 12 december 2022 | 20:25       | 92.000             |
| 5          | 19 december 2022 | 20:25       | 77.000             |
| 6          | 26 december 2022 | 20:25       | 55.000             |
| 7          | 2 januari 2023   | 20:25       | 74.000             |
| 8          | 9 januari 2023   | 20:25       | 80.000             |

### Deelnemers
| Duo                              | Behaalde aflevering | Aantal vlagdelen bemachtigd |
| -------------------------------- | ------------------- | --------------------------- |
| Tim Senders en Jasper Demollin   | 8                   | 3                           |
| Géza Weisz en Dio                | 8                   | 3                           |
| Anouk Hoogendijk en Gers Pardoel | 6                   | 1                           |
| Dolshe Gulsen en Olcay Gulsen    | 4                   | 1                           |
| Tess Milne en Simon Zijlemans    | 3                   | 0                           |